# Чарлс II Стјуарт
Чарлс II (енгл. Charles II of England; Лондон, 29. мај 1630. — Лондон, 6. фебруар 1685) је био краљ Енглеске, Шкотске и Ирске од 29. маја 1660. до 6. фебруара 1685. године.
Поборници монархије сматрају да је Чарлс постао краљ де јуре смакнућем његовог оца Чарлса I, 30. јануара 1649. године. Шкотски парламент га је прогласио краљем Шкота 5. фебруара 1649. године. Крунисан је у Шкотској јануара 1651, али је после пораза у бици код Вустера 3. септембра исте године морао да побегне у избеглиштво. Наредних 9 година провео је у Француској, Холандији и Шпанској Низоземској. Званично је постао краљ 29. маја 1660. након смрти Оливера Кромвела, када га је парламент позвао назад у земљу. Тиме је завршено раздобље комонвелта и започела рестаурација монархије у Енглеској.
По повратку на престо, парламент га је нагнао да учврсти положај Англиканске цркве на рачун пуританаца, иако је сам краљ нагињао религијској толеранцији и римокатолицизму. Главни спољнополитички догађаји његове владавине били су Други и Трећи англо-холандски рат. Завереници су 1683. покушали да убију Чарлса и његовог брата Џејмса у житној завери. За живота су га звали Весели монарх, јер је био познат по љубавницама и као хедониста.
Наследио га је брат, Џејмс II.

## Прије владавине
Чарлс је био најстарији преживјели син краља Чарлса I и његове супруге Хенријете Марије, кћерке француског краља Анрија IV и Марије Медичи. Дана 27. јуна крстио га је англикански бискуп, а кумови су му били католички француски краљ, Луј XIII, и краљица мајка, Марија Медичи. Након крштења је брига о његовом образовању и одгоју повјерена протестантици, грофици од Дорсета. и одгајан као протестант. Рођен је у палати Сент Џејмс 29. маја 1630. По рођењу је, као најстарији син суверена, аутоматски постао насљедник енглеске и шкотске круне, те добио титуле војводе од Корнвола и војводе од Ротсеја. Највишу енглеску пријестолонасљедничку титулу, титулу принца од Велса, добио је са осам година без формалне прокламације.
Четрдесетих година 17. века, током којих је његов отац водио политичку и војну борбу са парламентом, Чарлс је био још сасвим млад, али је упркос томе пратио свог оца током рата и држао положај заповједника снага на западу земље. Као четрнаестогодишњак са братом Џејмсом учествовао је у бици код Едгехилла. Године 1647. га је отац, због бојазни за његову сигурност, упутио мајци Хенријети Марији у Француску, гдје је на трону био његов осмогодишњи рођак, Луј XIV. Године 1648. Чарлс је прешао у Холандију, и то у Хаг, одакле је његов отац очекивао војну помоћ Вилијама II, мужа своје сестре Марије Хенријете, након што је било јасно да француска родбина Хенријете Марије неће помоћи ројалистима. Међутим, Чарлс није успио искористити краљевску флоту која је тамо била усидрена, јер је у међувремену у бици код Престона његов отац изгубио рат.
Током свог боравка у Хагу Чарлс је имао љубавну везу са Луси Волтер, куртизаном и припадницом ројалистичке велшке породице, која је, као и Чарлс, у Хагу била у избјеглиштву. Волтер ће касније тврдити да је са Чарлсом склопила тајни брак, али историчари ове тврдње сматрају неистинитима. Током те везе Чарлсу се са Луси родио син Џејмс, један од многе Чарлсове незаконите дјеце, који ће касније као војвода од Монмута бити велики политички противник Чарлсовог брата и насљедника, Џејмса II.

## Краљ Шкота
Чарлс I је смакнут у јануару 1649. године, а Енглеска је проглашена републиком. Истовремено Шкотска је под водством презбитеријанаца у Чарлсу препознала очевог насљедника, па је тиме правно онемогућила Енглезе да само својом одлуком одлучују о судбини монархије. Дана 5. фебруара 1649. у Единбургу је објављено да је Чарлс II нови краљ Шкота, под условом да обећа да ће Шкотска црква бити ослобођена утицаја Енглеске, те остала презбитеријанска . Након доласка у Шкотску 23. јуна 1650. године, Чарлс је формално пристао на те услове како би добио подршку у Шкотској, али то га је учинило још непопуларнијим у Енглеској.
Дана 1. јануара 1651. године Чарлс је и крунисан за шкотског краља, али убрзо бијаше презрен од стране својих шкотских домаћина, чему је доприносила и војна пријетња из Енглеске. Наиме, републиканске војне снаге из Енглеске предвођене Оливером Кромвелом одлучиле су покренути напад на Шкотску како би потпуно поразиле остатке ројалистичких снага. Чарлс је са својим шкотским савезницима одлучио покушати напасти и тиме изненадити енглеске републиканске снаге, те продријети у Енглеску. Међутим, многи од шкотских вођа су Чарлса напустили у одлучујућим тренуцима, па је напад доживио фијаско и пораз у бици код Вустера, 3. септембра 1651. године. Чарлс је након тога морао кренути у бијег. У почетку се скривао пред републиканцима, који су расписали награду од 1.000 фунти за његову главу и запријетили смрћу сваком оном ко му помогне. Након шест седмица скривања и прерушавања (које је отежавала његова надпросечна висина ) умаћи у Француску.

## Ново прогонство
Кромвел се тада прогласио лордом протектором и Британија је био под његовом војном влашћу. Осиромашен, Чарлс више нити уз помоћ веза своје мајке Хенријете Марије у Француској и своје сестре у Холандији није успијевао окупити око себе довољно лојалних снага, а нити финансијска средства за напад на републиканце. У својим настојањима обратио се и Шпанији али ни у том покушају није успио. Покушао је окупити војску, али га је спријечио недостатак финансијске подршке.

## Краљ Шкота, Енглеске и Ирске
Смрт Оливера Кромвела 1658. године у првом тренутку није се чинила као нова Чарлсова шанса, будући да је у Енглеској] титулу лорда протектора преузео његов син, Ричард Кромвел. Међутим, Ричард није посједовао очеву харизму, па је био без подршке у парламенту и војсци. Из тих разлога био је присиљен напустити свој положај 1659. године. Протекторат Енглеске био је укинут, а Комонвелт укинут. Немире и анархично стање који су настали својом војском је смирио Џорџ Монк, гувернер Шкотске, који је на челу својих снага ушао у Лондон, разријешио парламент и расписао изборе за нови након скоро двадесет година.
Рестрикције према ројалистичким кандидатима и гласачима су биле игнорисане, па су избори резултирали Домом комуна који је био једнако подијељен на ројалисте и парламентарце, те на англиканце и презбитеријанце. На изборима су надмоћно побиједили ројалисти, а тако изабрани парламент састао се 25. априла 1660. Чарлс је у насталој ситуацији донио декларацију којом је изнио своје услове за повратак на власт, а у којој је, између осталог, пристао на опрост свим непријатељима свога оца. У декларацији се истиче да је Чарлс након смрти свог оца 1649. године био законити суверен и краљ.
Чарлс је стигао у Лондон 29. маја 1660. године. Овај датум, Чарлсов тридесети рођендан, се узима као дан поновне успоставе монархије у Енглеској. Иако је Чарлс помиловао Кромвелове људе, њих девет је ипак смакнуто, а остали су добили затворске казне или су једноставно били уклоњени са положаја које су држали у Комонвелту. Тела Оливера Кромвела и његових помоћника подвргнута су недостојанственој постхумној декапитацији.
Каснија половина 1660. године Чарлсу није донијела срећу као прва; обиљежиле су је смрти Чарлсовог најмлађег брата и сестре Марије Хенријете. Отприлике у исто вријеме објављена је трудноћа и тајни брак Чарлсовог млађег брата и Ана Хајд, што је Анином оцу ојачало позицију Чарлсовог најдражег министра.
Парламент, за чијег се кратког мандата провела рестаурација монархије, је непосредно прије Чарлсовог крунисања у Вестминстерској опатији 23. априла 1661. године разријешен, а након крунидбе окупио се нови парламент у којем су већину имали ројалисти, па Чарлс није имао разлога наредних седамнаест година бирати нови парламент. Чарлс се одрекао неких непопуларних порезних закона из доба владавине својег оца, а парламент му је заузврат утврдио годишњи приход од 1.200.000 фунти. Чак се и ова сума Чарлсу показала недовољном кроз владавину.

### Велика куга и Велики пожар
Године 1665. Чарлс се суочио са великим здравственим проблемом; Великом лондонском кугом. Врх је досегла у новембру, када је седмично умирало седам хиљада људи. Чарлс и његов двор премјештени су у Солсбери, а парламент се састајао у Оксфорду.
Управо у периоду када је Лондон излазио из епидемије куге, избио је Велики лондонски пожар. Ватра је прогутала 13.200 кућа и 87 цркава. Краљ и његов брат, војвода од Јорка, придружили су се акцијама сузбијања пожара. Народ је за подметање пожара кривио римокатоличке конспираторе, мада је касније откривено да је пожар започео у пекари у Падинг Лејну.

### Спољна политика
Године 1662. Чарлс се вјенчао са португалском принцезом, Катарином од Брагансе, која је као мираз донијела архипелаг поред индијског града Мумбаја и Тангера у Мароку. Током исте године за 375.000 фунти град Денкерк продао је Француској. Ово није био популаран потез, јер иако је Денкерк представљао финансијски терет, опет је био на стратешки важном положају.
У знак захвалности 1663. године, земљопосједе у Сјеверној Америци, у провинцији тада знаној под именом Каролина, додијелио је осморици племића који су му били лојални за вријеме његове борбе за повратак на пријестоље.
Године 1652. Чарлс започиње рат са Низоземском републиком, који у два наврата по двије године траје до 1667. године. У почетку рата Енглеска је постизала успјехе освојивши град Нови Амстердам, који је након освајања добио име Њујорк у част Чарлсовог брата Џејмса, војводе од Јорка. Међутим, године 1667. Холанђани су Енглезе изненадили нападом на усидрене бродове на ријеци Темзи, потопивши цјелокупну енглеску флоту осим брода ХМС Ројал Чарлс, који су као трофеј одвукли у Холандију. Након тога 1667. године је потписан споразум у Бреди којим је ратни сукоб завршен.
Године 1668. Енглеска је склопила савезништво са Шведском и својим донедавним непријатељем, Холандијом, како би опонирали агресивном француском краљу, Лују XIV. Луј XIV је убрзо склопио мировни споразум са Тројном алијансом, али је задржао своје агресивне намјере према Холандији. 1670. године, како би превладао своје финансијске потешкоће, у Доверу је потписао споразум којим се Француска обавезује Енглеској плаћати данак од 200.000 фунти годишње, а Енглеска се обавезала Француској слати војну подршку. Истим споразумом Чарлс је обећао да ће се преобратити на католицизам, кад му то његов статус краља Енглеске допусти, а Луј је заузврат обећао да ће му помоћи сузбити могуће побуне. Да ли је Чарлс икада озбиљно намјеравао преобратити се, остаје непознато.
У међувремену је, законима из 1670. године, Чарлс Британској источноиндијској компанији одобрио самостално стицање новца и територија, градњу утврђења и самосталног оснивања војних јединица, самостално склапање савеза, рата и мира, те самосталну грађанску и казнену јурисдикцију на подручју Индије. Супругин мираз се такође показао прескупим за одржавање, па је Чарлс ослободио Тангер.

### Сукоби са парламентом
Иако му је у почетку наклоњен, Чарлс је током седамдесетих година 17. века, нарочито у погледу вођења ратова и вјерске политике, занемарио парламент. Године 1672. донио је Краљевску декларацију о опросту, којом је обуставио кажњавање католика и других вјерских мањина. Исте године ступио је у савез са католичком Француском и поново започео рат са Холандијом.
Парламент се супротставио Краљевској декларацији о опросту, тврдећи да краљ није имао право зауставити примјењивање раније донесене законе. Чарлс је повукао декларацију, али је пристао на пропис којим јавни службеници не би само били дужни полагати заклетву коју би прописивала Енглеска црква, већ би се и даље осуђивало учење Католичке цркве као празновјерје и идолопоклонство. Како је парламент одбио прихватити финансирање рата са Холандијом, Чарлс је био присиљен тај изгубљени рат завршити споразумом 1674. године.
Како Чарлс није имао дјеце, све изгледнијом се чинила могућност да ће га наслиједити брат Џејмс, који се у међувремену преобратио на католицизам. Та чињеница је била разлог из којег је 1678. године избила антикатоличка хистерија којој је поводом била објава становитог списка завјереника који су хтјели убити Чарлса, а међу оптуженима је била и сама краљица (која ће недуго након доказивања своје невиности умријети). Посљедица је била смакнуће неколицине невиних људи како би се примирила јавност. Како би краљевску породицу учинио мање католичком и више протестантском, своју братичину Мери је удао за протестантског холандског принца, Вилијама.
1678. године, иако је народ тражио рат са католичком Француском, Чарлс је тајно преговарао са Лујем XIV, покушавајући да у замјену за новац остане неутралан у сукобима. Како парламент није стао на његову страну, Чарлс га је у јануару године 1679. распустио. Нови парламент окупио се већ у марту исте године, још агресивнији према Чарлсу.

### Сукоб око насљедства круне
Године 1679. парламент се почео врло жестоко супротстављати могућности да Чарлса наслиједи његов брат Џејмс, католик. Један од заступника, Антхонy Асхлеy Цоопер, гроф од Схафтесбурyја, предложио је Повељу о искључивању којим би се Џејмса искључило као насљедника круне, а у насљедну линију укључи Џејмс Скот, 1. војвода од Монмута, ванбрачни Чарлсов син. Торијевци (конзервативци) били су против искључења, а виговци (либерали) за искључење.
Бојећи се да ће овај закон проћи, Чарлс је у децембру 1679. године опет распустио енглески парламент. Чак и слиједећа два парламента, један из 1680. и други из 1681. године, су такођер били распуштени из тог разлога. До своје смрти Чарлс је владао као апсолутистички владар. Због Чарлсовог супротстављања спорном закону, неке протестантске присталице су сковале уроту којој је циљ био убити Чарлса и Џејмса. Завјера није успјела захваљујући пожару који је спријечио Чарлса да несумњајући стигне на мјесто предвиђеног атентата, а уротници су оптужени за велеиздају и смакнути. Како су многи утицајни протестантски политичари били смакнути или протјерани, а из Лондон тауера су пуштени они католички, војвода од Јорка је добио на популарности на двору.

## Смрт
Чарлс је изненада оболио 2. фебруара 1685. године, од дисфункције бубрега и уремије, што се манифестирало задржавањем мокраће у тијелу, те комом и на послијетку смрћу. Посљедњим ријечима је замолио свога брата да се побрине за његову љубавницу, Нели Гвин. Пред смрт се наводно преобратио на католицизам, мада није познато колико је био при свијести у тренутку преобраћења. Умро је у сриједу, 6. фебруара 1685. године, у старости од 55 година. Покопан је у Вестминстерској опатији 14. фебруара, у врло једноставној церемонији. Наслиједио га је млађи брат, Џејмс II Енглески и VII Шкотски.

## Потомство
Чарлс са својом краљицом није имао дјеце; све четири њене трудноће завршиле су побачајем. Чарлс је, међутим, имао неколико дјеце са својим многобројним љубавницама. За своју најдражу љубавницу, Барбару Палмер, креирао је војводство Кливленд, а за већину своје признате дјеце креирао је засебна војводства или грофовије. Три снахе Елизабете II (Дајана, принцеза од Велса, Сара, војвоткиња од Јорка и Камила, војвоткиња од Корнвола) су потекле од Чарлсових ванбрачних синова, што значи да ће Принц Вилијам, војвода од Кембриџа вјероватно постати први краљ који је потомак Чарлса II.

## Породично стабло
|  |                                  |  |  |  |  |  |  |  |  |  |  |  |  |  |  |  |
|  | 16. Метју Стјуарт                |  |  |  |  |  |  |  |  |  |  |  |  |  |  |  |
|  |                                  |  |  |  |  |  |  |  |  |  |  |  |  |  |  |  |
|  |                                  |  |  |  |  |  |  |  |  |  |  |  |  |  |  |  |
|  | 8. Хенри Стјуарт                 |  |  |  |  |  |  |  |  |  |  |  |  |  |  |  |
|  |                                  |  |  |  |  |  |  |  |  |  |  |  |  |  |  |  |
|  |                                  |  |  |  |  |  |  |  |  |  |  |  |  |  |  |  |
|  | 17. Маргарета Даглас             |  |  |  |  |  |  |  |  |  |  |  |  |  |  |  |
|  |                                  |  |  |  |  |  |  |  |  |  |  |  |  |  |  |  |
|  |                                  |  |  |  |  |  |  |  |  |  |  |  |  |  |  |  |
|  | 4. Џејмс I                       |  |  |  |  |  |  |  |  |  |  |  |  |  |  |  |
|  |                                  |  |  |  |  |  |  |  |  |  |  |  |  |  |  |  |
|  |                                  |  |  |  |  |  |  |  |  |  |  |  |  |  |  |  |
|  | 18. Џејмс V од Шкотске           |  |  |  |  |  |  |  |  |  |  |  |  |  |  |  |
|  |                                  |  |  |  |  |  |  |  |  |  |  |  |  |  |  |  |
|  |                                  |  |  |  |  |  |  |  |  |  |  |  |  |  |  |  |
|  | 9. Мери Стјуарт                  |  |  |  |  |  |  |  |  |  |  |  |  |  |  |  |
|  |                                  |  |  |  |  |  |  |  |  |  |  |  |  |  |  |  |
|  |                                  |  |  |  |  |  |  |  |  |  |  |  |  |  |  |  |
|  | 19. Марија од Гиза               |  |  |  |  |  |  |  |  |  |  |  |  |  |  |  |
|  |                                  |  |  |  |  |  |  |  |  |  |  |  |  |  |  |  |
|  |                                  |  |  |  |  |  |  |  |  |  |  |  |  |  |  |  |
|  | 2. Чарлс I Стјуарт               |  |  |  |  |  |  |  |  |  |  |  |  |  |  |  |
|  |                                  |  |  |  |  |  |  |  |  |  |  |  |  |  |  |  |
|  |                                  |  |  |  |  |  |  |  |  |  |  |  |  |  |  |  |
|  | 20. Кристијан III од Данске      |  |  |  |  |  |  |  |  |  |  |  |  |  |  |  |
|  |                                  |  |  |  |  |  |  |  |  |  |  |  |  |  |  |  |
|  |                                  |  |  |  |  |  |  |  |  |  |  |  |  |  |  |  |
|  | 10. Фридрих II од Данске         |  |  |  |  |  |  |  |  |  |  |  |  |  |  |  |
|  |                                  |  |  |  |  |  |  |  |  |  |  |  |  |  |  |  |
|  |                                  |  |  |  |  |  |  |  |  |  |  |  |  |  |  |  |
|  | 21. Доротеја од Саксе-Лауенбурга |  |  |  |  |  |  |  |  |  |  |  |  |  |  |  |
|  |                                  |  |  |  |  |  |  |  |  |  |  |  |  |  |  |  |
|  |                                  |  |  |  |  |  |  |  |  |  |  |  |  |  |  |  |
|  | 5. Ана од Данске                 |  |  |  |  |  |  |  |  |  |  |  |  |  |  |  |
|  |                                  |  |  |  |  |  |  |  |  |  |  |  |  |  |  |  |
|  |                                  |  |  |  |  |  |  |  |  |  |  |  |  |  |  |  |
|  | 22. Улрих III Мекленбуршки       |  |  |  |  |  |  |  |  |  |  |  |  |  |  |  |
|  |                                  |  |  |  |  |  |  |  |  |  |  |  |  |  |  |  |
|  |                                  |  |  |  |  |  |  |  |  |  |  |  |  |  |  |  |
|  | 11. Софија Мекленбуршка          |  |  |  |  |  |  |  |  |  |  |  |  |  |  |  |
|  |                                  |  |  |  |  |  |  |  |  |  |  |  |  |  |  |  |
|  |                                  |  |  |  |  |  |  |  |  |  |  |  |  |  |  |  |
|  | 23. Елизабета од Данске          |  |  |  |  |  |  |  |  |  |  |  |  |  |  |  |
|  |                                  |  |  |  |  |  |  |  |  |  |  |  |  |  |  |  |
|  |                                  |  |  |  |  |  |  |  |  |  |  |  |  |  |  |  |
|  | 1. Чарлс II Стјуарт              |  |  |  |  |  |  |  |  |  |  |  |  |  |  |  |
|  |                                  |  |  |  |  |  |  |  |  |  |  |  |  |  |  |  |
|  |                                  |  |  |  |  |  |  |  |  |  |  |  |  |  |  |  |
|  | 24. Шарл IV од Бурбон-Вандома    |  |  |  |  |  |  |  |  |  |  |  |  |  |  |  |
|  |                                  |  |  |  |  |  |  |  |  |  |  |  |  |  |  |  |
|  |                                  |  |  |  |  |  |  |  |  |  |  |  |  |  |  |  |
|  | 12. Антонио Бурбонски            |  |  |  |  |  |  |  |  |  |  |  |  |  |  |  |
|  |                                  |  |  |  |  |  |  |  |  |  |  |  |  |  |  |  |
|  |                                  |  |  |  |  |  |  |  |  |  |  |  |  |  |  |  |
|  | 25. Франсуаза Алансонска         |  |  |  |  |  |  |  |  |  |  |  |  |  |  |  |
|  |                                  |  |  |  |  |  |  |  |  |  |  |  |  |  |  |  |
|  |                                  |  |  |  |  |  |  |  |  |  |  |  |  |  |  |  |
|  | 6. Анри IV                       |  |  |  |  |  |  |  |  |  |  |  |  |  |  |  |
|  |                                  |  |  |  |  |  |  |  |  |  |  |  |  |  |  |  |
|  |                                  |  |  |  |  |  |  |  |  |  |  |  |  |  |  |  |
|  | 26. Хенрик II од Наваре          |  |  |  |  |  |  |  |  |  |  |  |  |  |  |  |
|  |                                  |  |  |  |  |  |  |  |  |  |  |  |  |  |  |  |
|  |                                  |  |  |  |  |  |  |  |  |  |  |  |  |  |  |  |
|  | 13. Хуана III од Наваре          |  |  |  |  |  |  |  |  |  |  |  |  |  |  |  |
|  |                                  |  |  |  |  |  |  |  |  |  |  |  |  |  |  |  |
|  |                                  |  |  |  |  |  |  |  |  |  |  |  |  |  |  |  |
|  | 27. Маргарита од Наваре          |  |  |  |  |  |  |  |  |  |  |  |  |  |  |  |
|  |                                  |  |  |  |  |  |  |  |  |  |  |  |  |  |  |  |
|  |                                  |  |  |  |  |  |  |  |  |  |  |  |  |  |  |  |
|  | 3. Хенријета Марија од Француске |  |  |  |  |  |  |  |  |  |  |  |  |  |  |  |
|  |                                  |  |  |  |  |  |  |  |  |  |  |  |  |  |  |  |
|  |                                  |  |  |  |  |  |  |  |  |  |  |  |  |  |  |  |
|  | 28. Косимо I Медичи              |  |  |  |  |  |  |  |  |  |  |  |  |  |  |  |
|  |                                  |  |  |  |  |  |  |  |  |  |  |  |  |  |  |  |
|  |                                  |  |  |  |  |  |  |  |  |  |  |  |  |  |  |  |
|  | 14. Франческо Медичи             |  |  |  |  |  |  |  |  |  |  |  |  |  |  |  |
|  |                                  |  |  |  |  |  |  |  |  |  |  |  |  |  |  |  |
|  |                                  |  |  |  |  |  |  |  |  |  |  |  |  |  |  |  |
|  | 29. Еленора од Таледа            |  |  |  |  |  |  |  |  |  |  |  |  |  |  |  |
|  |                                  |  |  |  |  |  |  |  |  |  |  |  |  |  |  |  |
|  |                                  |  |  |  |  |  |  |  |  |  |  |  |  |  |  |  |
|  | 7. Марија Медичи                 |  |  |  |  |  |  |  |  |  |  |  |  |  |  |  |
|  |                                  |  |  |  |  |  |  |  |  |  |  |  |  |  |  |  |
|  |                                  |  |  |  |  |  |  |  |  |  |  |  |  |  |  |  |
|  | 30. Фердинанд I Хабзбуршки       |  |  |  |  |  |  |  |  |  |  |  |  |  |  |  |
|  |                                  |  |  |  |  |  |  |  |  |  |  |  |  |  |  |  |
|  |                                  |  |  |  |  |  |  |  |  |  |  |  |  |  |  |  |
|  | 15. Јохана од Аустрије           |  |  |  |  |  |  |  |  |  |  |  |  |  |  |  |
|  |                                  |  |  |  |  |  |  |  |  |  |  |  |  |  |  |  |
|  |                                  |  |  |  |  |  |  |  |  |  |  |  |  |  |  |  |
|  | 31. Ана Јагелонска               |  |  |  |  |  |  |  |  |  |  |  |  |  |  |  |
|  |                                  |  |  |  |  |  |  |  |  |  |  |  |  |  |  |  |
|  |                                  |  |  |  |  |  |  |  |  |  |  |  |  |  |  |  |